# 佐洛塔利帕
48°59′10″N 25°4′3″E / 48.98611°N 25.06750°E
佐洛塔利帕（烏克蘭語：Золота Липа），是烏克蘭西部的村莊，隸屬伊萬諾-弗蘭科夫斯克州的伊萬諾-弗蘭科夫斯克區。該村處於德涅斯特河畔，面積3.39平方公里，2001年人口91。